# Bechusen
Koordinaten: 51° 6′ 20,4″ N, 8° 37′ 53″ O
Bechusen (später auch Beckhausen genannt) ist ein im Spätmittelalter wüst gefallener Ort in der heutigen Stadt Hallenberg.
Archäologische Funde deuten auf eine Existenz des Ortes bereits im 9. Jahrhundert hin. Die Quellenlage ist schlecht. Im 14. Jahrhundert war von einem Lehen der Arnsberger Grafen die Rede. Die Zerstörung der Stadt Hallenberg durch Adolf II. von Waldeck 1288/89 und das damit im Zusammenhang stehende Verlassen der Orte in der Umgebung bedeutete nicht das Ende des Ortes, wie man früher annahm. Funde belegen eine Besiedlung bis ins 14. Jahrhundert hinein.
Die meisten Quellen berühren die mit dem Ort verbundenen Ländereien nach dem Wüstfallen. Im Jahr 1377 wurde Hufenland eines Ritters Gottfried von Diedenshausen erwähnt, der seinen Anteil an die Kirche in Hallenberg verkaufte. Besitz hatten auch die Herren von Viermünden, von Grafschaft, von Gudenberg zu Itter. Auch weitere Besitzungen einiger der Familien sind an die Hallenberger Kirche gekommen. Um einen weiteren Anteil kam es Anfang des 15. Jahrhunderts zum Streit. Nach 1503 hat Ritter Wulf zu Gudenberg das Gut an zwei Hallenberger Bürger verlehnt. Auch die Grafschafter verlehnten 1521 Besitzungen. Wahrscheinlich ab dem 15. Jahrhundert, aber zumindest ab dem Beginn des 16. Jahrhunderts, wurde das zum Ort gehörende Land von Hallenberger Bürgern landwirtschaftlich genutzt, wie die Verlehnungen belegen.